# Atanasia (tipografía)
Grado tipográfico que equivale a cerca de los 13 o 14 puntos. Está entre los grados de Cícero  o Lectura y Texto.
El nombre proviene de san Atanasio (298-372), patriarca de Alejandría, ya que su obra Vita Antonii fue la primera que se imprimió con ese cuerpo.
Gerónimo Gil inició la colección de la Biblioteca Real de Madrid grabando una Atanasia.